# Marta Schanzenbach
Marta Schanzenbach (Gengenbach, 7 février 1907 - Offenbourg, 3 juin 1997) est une femme politique allemande.